# Corque (gemeente)
Corque is een gemeente (municipio) in de Boliviaanse provincie Carangas in het departement Oruro. De gemeente telt naar schatting 9.370 inwoners (2018). De hoofdplaats is Corque.